# Auto (periodico)
Auto è uno dei principali mensili automobilistici italiani. Edito da Conti Editore (Gruppo Corriere dello Sport-Stadio), ha visto nascere il suo primo numero il 15 marzo del 1985.

## La sede
La sede di Auto è a San Lazzaro di Savena, Bologna, presso la Conti Editore, a sua volta fondata nell'ottobre del 1967, che edita anche i settimanali Autosprint e Motosprint e i mensili AM – Motori e stili di vita, Guerin Sportivo e InMoto.
La Conti Editore è partecipata al 70% dal Corriere dello Sport S.r.l. (Gruppo Amodei) e per il rimanente 30% dalla Finamo S.p.A.

## Il centro prove
Auto effettua i test delle vetture stradali a Balocco, presso il centro di sviluppo e sperimentazione delle vetture del Gruppo Fiat: si tratta di un comprensorio che annovera un anello di alta velocità, tracciati stradali, pavimentazioni speciali, pista Alfa Romeo omologata FIA.
Auto conduce test strumentali di velocità massima, accelerazione, ripresa, frenata, rumorosità, consumo, maneggevolezza e stabilità.

### La pista di handling
Auto ha ricavato, all'interno del tracciato Langhe di Balocco, un percorso di 5850 metri dove effettua, con ogni vettura, una prova di handling. Giri di pista cronometrati per valutare il comportamento dinamico dell'auto se impegnata al limite. Il test viene condotto dal collaudatore e pilota professionista Luigi Moccia.

## Altre iniziative
Auto è una delle sette riviste internazionali organizzatrici del premio Auto dell'anno.
La rivista è anche organizzatrice di AutoKitShow, manifestazione motoristica che si svolge presso i principali autodromi italiani e che offre l'opportunità ai lettori di esporre e di guidare in pista la propria vettura.
Nel corso degli anni Auto è stata l'unica rivista del settore ad effettuare la 24 Ore, test di durata in pista per vetture stradali con le stesse modalità della celebre 24 Ore di Le Mans. Al momento sono sei le edizioni della 24 Ore di Auto all'attivo.